# Melittia gorochovi
Melittia gorochovi is een vlinder uit de familie wespvlinders (Sesiidae), onderfamilie Sesiinae.
Melittia gorochovi is voor het eerst wetenschappelijk beschreven door Gorbunov in 1988. De soort komt voor in het Oriëntaals gebied.